# SM UC-28
SM UC-28 – niemiecki okręt podwodny (podwodny stawiacz min) z okresu I wojny światowej, jedna z 64 zbudowanych jednostek typu UC II. Zwodowany 8 lipca 1916 roku w stoczni Vulcan w Hamburgu, został wcielony do służby w Kaiserliche Marine 6 sierpnia 1916 roku. Przez cały okres wojny pełnił służbę jako jednostka szkolna. SM UC-28 został poddany Francuzom w lutym 1919 roku w wyniku podpisania rozejmu w Compiègne, a następnie złomowany.

## Projekt i budowa
Dokonania pierwszych niemieckich podwodnych stawiaczy min typu UC I, a także zauważone niedostatki tej konstrukcji, skłoniły dowództwo Cesarskiej Marynarki Wojennej z admirałem von Tirpitzem na czele do działań mających na celu budowę nowego, znacznie większego i doskonalszego typu okrętu podwodnego. Opracowany latem 1915 roku projekt okrętu, oznaczonego później jako typ UC II, tworzony był równolegle z projektem przybrzeżnego torpedowego okrętu podwodnego typu UB II. Głównymi zmianami w stosunku do poprzedniej serii były: instalacja wyrzutni torpedowych i działa pokładowego, zwiększenie mocy i niezawodności siłowni oraz wzrost prędkości i zasięgu jednostki – kosztem rezygnacji z możliwości łatwego transportu kolejowego, ze względu na powiększone rozmiary.
SM UC-28 zamówiony został 29 sierpnia 1915 roku jako trzynasta jednostka z I serii okrętów typu UC II (numer projektu 41, nadany przez Inspektorat U-Bootów), w ramach wojennego programu rozbudowy floty . Został zbudowany w stoczni Vulcan w Hamburgu jako jeden z 21 okrętów typu UC II zamówionych w tej wytwórni. Stocznia oszacowała czas budowy okrętu na 8 miesięcy. UC-28 otrzymał numer stoczniowy 67 (Werk 67)  . Stępkę okrętu położono w 1915 roku , a zwodowany został 8 lipca 1916 roku. Koszt budowy okrętu wyniósł 1 mln 727 tys. marek. Jeszcze przed wodowaniem, 6 lipca 1916 roku dowódcą okrętu został mianowany kpt. mar. (niem. Kapitänleutnant) Józef Unrug, a jego zastępcą został por. mar. (niem. Oberleutnant zur See) Theodor Schultz.

## Dane taktyczno-techniczne

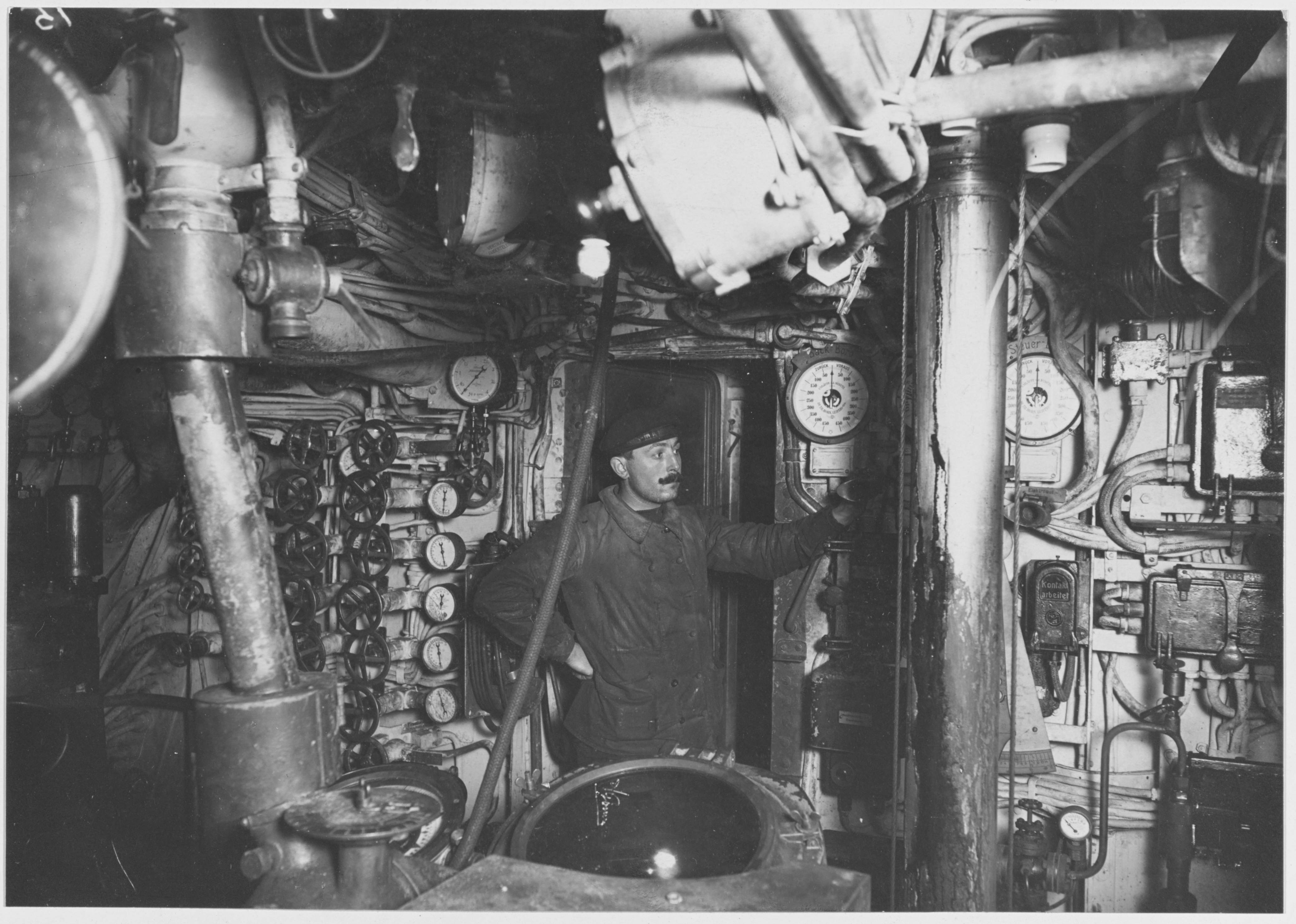
Wnętrze siostrzanego okrętu UC-58

SM UC-28 był średniej wielkości przybrzeżnym okrętem podwodnym o konstrukcji dwukadłubowej. Długość całkowita wynosiła 49,4 metra, szerokość 5,22 metra i zanurzenie 3,68 metra (wykonany ze stali kadłub sztywny miał 39,3 metra długości i 3,65 metra szerokości) . Wysokość (od stępki do szczytu kiosku) wynosiła 7,46 metra . Wyporność w położeniu nawodnym wynosiła 400 ton, a w zanurzeniu 480 ton. Jednostka miała wysoki, ostry dziób przystosowany do przecinania sieci przeciwpodwodnych; do jej wnętrza prowadziły trzy luki, zlokalizowane przed kioskiem, w kiosku i w części rufowej, prowadzący do maszynowni . Cylindryczny kiosk miał średnicę 1,4 metra i wysokość 1,8 metra, obudowany był opływową osłoną .
Okręt napędzany był na powierzchni przez dwa 6-cylindrowe, czterosuwowe silniki wysokoprężne Daimler MU256 o łącznej mocy 382 kW (520 KM) przy 450 obr./min, a pod wodą poruszał się dzięki dwóm silnikom elektrycznym SSW o łącznej mocy 340 kW (460 KM) przy 365 obr./min. Dwa wały napędowe obracały dwie śruby wykonane z brązu manganowego (o średnicy 1,9 metra i skoku 0,9 metra) . Okręt osiągał prędkość 11,6 węzła na powierzchni i 6,7 węzła w zanurzeniu. Zasięg wynosił 9410 Mm przy prędkości 7 węzłów w położeniu nawodnym oraz 53 Mm przy prędkości 4 węzłów pod wodą. Zbiorniki mieściły 55 ton paliwa , a energia elektryczna magazynowana była w dwóch bateriach akumulatorów 26 MAS po 62 ogniwa, zlokalizowanych pod przednim i tylnym pomieszczeniem mieszkalnym załogi. Okręt miał siedem zewnętrznych zbiorników balastowych . Dopuszczalna głębokość zanurzenia wynosiła 50 metrów , a czas wykonania manewru zanurzenia 40 sekund.
Głównym uzbrojeniem okrętu było 18 min kotwicznych typu UC/200 w sześciu skośnych szybach minowych o średnicy 100 cm, usytuowanych w podwyższonej części dziobowej jeden za drugim w osi symetrii okrętu, pod kątem do tyłu (sposób stawiania – „pod siebie”). Układ ten powodował, że miny trzeba było stawiać na zaplanowanej przed rejsem głębokości, gdyż na morzu nie było do nich dostępu (co znacznie zmniejszało skuteczność okrętów). Wyposażenie uzupełniały dwie zewnętrzne wyrzutnie torped kalibru 500 mm (umiejscowione powyżej linii wodnej na dziobie, po obu stronach szybów minowych), jedna wewnętrzna wyrzutnia torped kalibru 500 mm na rufie (z łącznym zapasem 7 torped) oraz umieszczone przed kioskiem działo pokładowe kalibru 88 mm TK C/08 L/30, z zapasem amunicji wynoszącym od 100 do 133 naboi . Okręt wyposażony był w dwa peryskopy Zeissa: wachtowy i bojowy oraz radiostację z podnoszonym masztem o wysokości 10 metrów. Wyposażenie uzupełniała kotwica grzybkowa o masie 272 kg .
Załoga okrętu składała się z trzech oficerów oraz 23 podoficerów i marynarzy.

## Służba
SM UC-28 został wcielony do służby w Kaiserliche Marine 6 sierpnia 1916 roku . Okręt został przydzielony do Flotylli Szkolnej, w której składzie pływał jako jednostka szkolna . Na jego pokładzie odbywali szkolenie praktyczne oficerowie – kandydaci na przyszłych dowódców U-Bootów. Przez długi czas dowodził nim kpt. mar. Józef Unrug – zdał dowództwo 1 grudnia 1917 roku po 453 dniach. W międzyczasie od 9 do 27 marca 1917 roku UC-28 dowodził por. mar. Theodor Schultz, zastępując Unruga przebywającego wówczas na kursie strzelania torpedowego w U-Bootschule w Kilonii. Po zakończeniu działań wojennych, w myśl postanowień rozejmu w Compiègne, UC-28 został 12 lutego 1919 roku poddany Francuzom, a następnie złomowany .